# Mertensophryne melanopleura
Mertensophryne melanopleura är en groddjursart som först beskrevs av Schmidt och Robert F. Inger 1959.  Mertensophryne melanopleura ingår i släktet Mertensophryne och familjen paddor. IUCN kategoriserar arten globalt som livskraftig. Inga underarter finns listade i Catalogue of Life.